# Didier Budimbu
Didier Budimbu es un político de la República Democrática del Congo. En 2019, fue nombrado Viceministro de Educación Primaria, Secundaria y Técnica, bajo el Gobierno de Ilunga que se desarrolló entre septiembre de 2019 y abril de 2021, así como miembro del Parlamento. Es miembro del partido Unión por la Democracia y el Progreso Social.En 2022, a la muerte del titular, asumió el Ministerio de Hidrocarburos. 